# Hannes Eder
Hannes Eder (født 5. september 1983 i Innsbruck) er en tidligere østrigsk fodboldspiller, der spillede som forsvarsspiller.
Han skiftede til SønderjyskE den 29. januar 2011. Tidligere har han repræsenteret Wacker Innsbruck og Rapid Wien.
Med Rapid Wien var Eder med til at vinde det østrigske mesterskab i 2008.
I sommeren 2014 annoncerede Eder sin tiltræden fra fodbolden.

## Landshold
Eder har spillet to kamp for det østrigske landshold, som han debuterede for i oktober 2006 i en venskabskamp mod Liechtenstein.

## Titler
Østrigs Bundesliga
- 2008 med Rapid Wien